# José Gabriel de Silva-Bazán

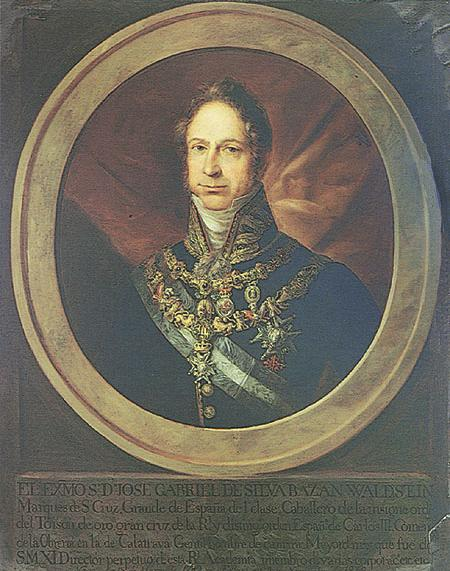
José Gabriel Silva-Bazán y Waldstein.

José Gabriel Silva-Bazán y Waldstein, cunoscut și ca José Gabriel de Bazán  (n. 18 martie 1782, Madrid - d. 4 noiembrie 1839), a fost al X-lea marchiz de Santa Cruz de Mudela, grande de Spania, cavaler al Ordinului "Lâna de Aur" de la 1821 , cavaler al Ordinului de Carlos III, comandor al Ordinului de Calatrava, a fost un nobil, om politic, militar și diplomat spaniol. A fost de asemenea și primul director al Muzeului Prado între anii 1817 – 1820 și președinte perpetu al Real Academia Española  (Academia Regală Spaniolă).

## Familie
José Gabriel de Bazán a fost fiul lui Jósé Joaquín de Silva y Bazán, al-IX-lea  Marchiz de Santa Cruz de Mudela, al VII-lea Marchiz de Viso, al VI-lea Marchiz de Arcicóllar și al Contesei Maria Anna von Waldstein und Wartenberg și strănepot al Prințului Emanuel de Liechtenstein, Duce de Troppau și Jágerndorf (Prințul Emanuel de Liechtenstein este și strămoșul actualului Principe de Liechtenstein, Hans Adam al II-lea). S-a căsătorit în 1801 cu Salvatore Maria Téllez-Giron y  Alfonso Pimentel, printesa de Anglona și contesa de Osilo, fiica lui Pedro de Alcantara Tellez-Giron y Pacheco, al IX-lea  duce de Osuna. A avut următorii copii:
1. Fernanda de Silva-Bazán y Tellez-Giron, căsătorită cu Andres de Arteaga și Carvajal, al VII-lea marchizul de Valmediano.
2. Francisco de Borja de Silva-Bazán y Tellez-Giron, al XI-lea marchiz de Santa Cruz del Viso, căsătorit cu Maria de la Encarnación Fernández de Córdoba y Alvarez de Asturias, fiica celui de-al VI-lea duce de Ario.
3. Maria Josefa de Silva-Bazán y Tellez-Giron, marchiză de Bazán și a III-a contesă de Osilo, a avut mai mulți soți printre care contele János de Szilágyi-Oaș.
4. Ioan  Evangelista de Silva-Bazán și Tellez-Giron, marchizul de Arcicóllar, care s-a căsătorit cu Lucie de Borchgrave d´Altena.
5. Joaquina de Silva-Bazán y Tellez-Giron, căsătorită cu Pedro de Alcántara Álvarez de Toledo și Palafox, al XVII-lea duce de Medina-Sidonia.
6. Ines Francisca Silva-Bazán y Tellez-Giron, portretizat de Madrazo și s-a căsătorit cu Nicolas Osorio și Zayas, XVII ducele de Alburquerque.